# A História Secreta
A História Secreta (em inglês: The Secret History) é o primeiro romance da autora americana Donna Tartt, publicado por Alfred A. Knopf em setembro de 1992. O romance de campus conta a história de um grupo unido de seis estudantes clássicos do Hampden College, uma pequena, faculdade de artes liberais de elite localizada em Vermont.
A História Secreta é uma história de detetive invertida narrada por um dos seis estudantes, Richard Papen, que reflete anos depois sobre a situação que levou ao assassinato de seu amigo Edmund "Bunny" Corcoran – onde os eventos que levaram ao assassinato são revelados sequencialmente. O romance explora as circunstâncias e os efeitos duradouros da morte de Bunny no grupo de estudantes clássicos, acadêmica e socialmente isolado, do qual ele fazia parte.
O romance foi originalmente intitulado The God of Illusions, e sua primeira edição de capa dura foi desenhada pelos designers gráficos de Nova York, Chip Kidd e Barbara de Wilde. Um pedido de impressão de 75,000 exemplares foi feito para a primeira edição (em oposição ao pedido habitual de 10,000 exemplares para um romance de estreia) e o livro se tornou um best-seller. Desde então, o livro foi creditado por popularizar o crescimento do subgênero literário dark academia.

## Enredo
Por volta de 1985, Richard Papen deixa sua cidade natal, Plano, Califórnia, para estudar literatura no elitista Hampden College, em Vermont. Richard descobre que não pode se matricular nas aulas do único professor de clássicos Julian Morrow, que limita as matrículas a um grupo escolhido a dedo: os gêmeos Charles e Camilla Macaulay, Francis Abernathy, Henry Winter, e Edmund "Bunny" Corcoran. Depois que Richard os ajuda com uma tradução, os outros estudantes lhe dão conselhos sobre como tornar-se querido por Julian, e Richard é aceito em suas aulas.
Richard gosta de seu novo status como membro do grupo, mas percebe vários comportamentos estranhos dos outros: eles parecem sofrer constantemente pequenos ferimentos, ferver plantas estranhas no fogão, e tentar esconder roupas ensanguentadas. O grupo é dedicado a Julian, que exige que seus alunos tenham aulas apenas com ele e afirma ter controle exclusivo sobre suas carreiras acadêmicas. Embora Henry pareça ter uma amizade tensa com Bunny, eles passam as férias de inverno juntos em Roma, enquanto Richard fica hospedado em um armazém sem aquecimento. Ele quase morre de hipotermia e pneumonia, mas é resgatado quando Henry retorna inesperadamente e o leva ao hospital.
No ano novo, as tensões entre Bunny e o grupo pioram. Bunny insulta constantemente os outros e começa a se comportar de maneira irregular. Richard descobre a verdade com Henry: o grupo, sem Richard e Bunny (e com a aprovação de Julian), realizou um bacanal dionisíaco na floresta perto da propriedade rural de Francis. Durante o bacanal, o grupo mata um fazendeiro de Vermont, embora os detalhes de como essa morte ocorreu permaneçam ambíguos. Bunny, que descobriu isso por acaso, vem chantageando o grupo desde o incidente, com Francis e Henry dando grandes quantias de dinheiro a Bunny na esperança de acalmá-lo. Não sendo mais capaz de atender às exigências de Bunny e temendo expô-los à medida que seu estado mental se deteriora, Henry convence o grupo a matar Bunny. Os cinco confrontam Bunny durante uma caminhada, e Henry o empurra para uma ravina até a morte.
Os membros do grupo lutam para manter seu disfarce, juntando-se a grupos de busca e comparecendo ao funeral de Bunny. Embora a presença da polícia acabe diminuindo, o grupo começa a ceder sob a pressão: a hipocondria de Francis piora, Charles cai no alcoolismo e abusa de Camilla, Richard fica viciado em pílulas e Henry percebe que não tem objeções morais ao assassinato. Richard descobre que Francis teve encontros sexuais com Charles; Francis acredita que os gêmeos também tiveram encontros sexuais um com o outro. À medida que Charles se torna ainda mais possessivo com sua irmã, Henry faz com que Camilla se mude do apartamento compartilhado para um hotel, irritando ainda mais Charles.
Julian recebe uma carta supostamente de Bunny, detalhando o assassinato do bacanal e o medo de Bunny de que Henry esteja planejando matá-lo. Embora Julian inicialmente considere isso uma farsa e não termine de ler a carta, ele depois percebe a verdade quando olha a carta novamente e percebe que o cabeçalho da última página é do hotel de Henry e Bunny em Roma. Em vez de abordar o assunto, Julian foge do campus e nunca mais retorna, para tristeza e consternação de Henry.
O alcoolismo e a inimizade de Charles para com Henry pioram quando Henry começa a viver com Camilla. Quando Charles é preso por dirigir embriagado no carro de Henry, Henry teme que Charles exponha o grupo, enquanto Charles teme que Henry possa matá-lo para manter seu silêncio. Charles invade o quarto de hotel de Camilla e Henry com uma arma e tenta matar Henry. Na altercação que se seguiu, Charles acidentalmente atira em Richard no estômago. Outros no prédio são alertados pela comoção, então Henry atira duas vezes na própria cabeça para dar cobertura ao resto do grupo. Antes de se matar, Henry sussurra algo para Camilla. Embora não possamos saber o que ele disse a ela. Richard sobrevive e Henry morre, embora Henry não tenha morrido imediatamente - ele passou um curto período no hospital. O relatório policial conclui que, em um ataque suicida, foi Henry quem atirou em Richard.   
Com a morte de Henry, o grupo se desintegra. Charles cai ainda mais no alcoolismo e foge com uma mulher casada; Camilla fica sozinha cuidando de sua avó doente; e Francis, embora homossexual, é forçado por seu avô rico a se casar com uma mulher que despreza e tenta o suicídio. Richard se forma em Hampden como um acadêmico solitário com um amor não correspondido por Camilla. O romance termina com Richard contando um sonho em que conhece Henry em um museu futurista desolado. Após uma breve conversa, Henry deixa Richard contemplar sua infelicidade.

## Personagens
- Julian Morrow: um excêntrico professor de clássicos em Hampden que ensina apenas um pequeno grupo de estudantes que ele seleciona por seu intelecto, conexões e riqueza. Julian era um socialite proeminente na década de 1940, associado a T. S. Eliot. O rico e independente Julian doa seu salário para Hampden, com quem tem um relacionamento tenso. Julian exalta as virtudes da sociedade greco-romana, e é visto como uma figura paterna pelos seus estudantes, que são ensinados quase exclusivamente por ele.
- Richard Papen: um estudante transferido de recursos modestos da Califórnia. Ele se sente inseguro sobre sua formação e a embeleza para se encaixar com seus colegas estudantes clássicos. Richard segue relutantemente os planos de Henry, mas não oferece resistência séria. Apesar de retratar a si mesmo como um espectador inocente, fica cada vez mais evidente ao longo da história que Richard é profundamente falho e valoriza mais as aparências do que a ética, o que é ainda mais intensificado por sua crescente paixão pelos membros do grupo de Julian Morrow.
- Charles e Camilla Macaulay: Gêmeos fraternos, mas indiferentes, órfãos encantadores da Virgínia. A complexa relação entre os gêmeos é caracterizada por ciúmes e proteção e uma potencial relação incestuosa. Os gêmeos frequentemente recebem o grupo para jantar. Camilla é um interesse amoroso de Richard e Henry e é destacada - sendo a única mulher da turma.
- Henry Winter: um prodígio intelectual poliglota e autor publicado com pais ricos Nouveau riche e uma paixão pelo cânone Pāli, Homero, e Platão, ele é o líder não oficial do grupo e é o estudante favorito de Julian. Apesar de seus talentos intelectuais, ele está muito distante do mundo moderno, não sabendo que o pouso na lua ocorreu, e tem um direito profundamente arraigado, como demonstrado por sua "objeção estética" em fazer o SATS. Além disso, Henry não concluiu o ensino médio devido a ferimentos causados por um acidente.
- Francis Abernathy: um estudante generoso e hipocondríaco de origem velho rico, cuja casa de campo isolada se torna um santuário para o grupo. Francis tem uma mãe superprotetora com histórico de dependência de drogas que o enviou para vários internatos de elite europeus. Francis apareceria brevemente no romance posterior de Tartt, The Goldfinch.[6]
- Edmund "Bunny" Corcoran: um piadista que, apesar das aparências de riqueza, está na verdade sem um tostão e tira vantagem descaradamente de seus amigos. As atitudes preconceituosas de Bunny, como anticatolicismo e homofobia, antagonizam outros membros do grupo. Bunny é o menos talentoso academicamente do grupo; ele tem dislexia grave e não leu até os 10 anos. Ao contrário de outros membros do grupo, Bunny tem namorada e amigos fora do grupo. Ele é aparentemente sociável e considerado engraçado e erudito por pessoas de fora, mas na realidade é extremamente egoísta, imaturo e impulsivo.
- Dr. Roland: um velho e trêmulo professor de psicologia, para quem Richard trabalha como assistente de pesquisa.
- Georges Laforgue: um professor de francês, e primeiro orientador acadêmico de Richard.
- Judy Poovey: uma das colegas de dormitório de Richard que estuda moda no Hampden College. Também nativa da Califórnia, ela é muito mais franca que Richard, mas ela tem uma obsessão sexual unilateral por ele, e ele só vai vê-la quando quer algo dela.
- Marion Barnbridge: namorada de Bunny, que por um motivo ou outro mantém distância do grupo.
- Cloke Rayburn: um traficante de drogas, e melhor amigo de Bunny desde o ensino médio.
- Katherine e Macdonald Corcoran: mãe e pai de Bunny e seus irmãos Teddy, Hugh, Patrick, e Brady. O Sr. Corcoran, um ex-astro do futebol de Clemson, transmitiu muitos de seus maneirismos aos filhos.

## Temas

### Os Clássicos
A História Secreta inspira-se parcialmente na tragédia grega do século V a.C., As Bacantes, de Eurípides.
De acordo com Michiko Kakutani, alguns aspectos do romance refletem o modelo de expressão apolínea e dionisíaca de Nietzsche em O Nascimento da Tragédia. Kakutani, escrevendo para o New York Times, disse que "em The Secret History, a Sra. Tartt consegue fazer...eventos melodramáticos e bizarros (envolvendo ritos dionisíacos e insinuações de poder satânico) parecerem inteiramente plausíveis." Como o autor apresenta o assassinato e os responsáveis desde o início, o crítico A. O. Scott rotulou-o de "um mistério de assassinato ao contrário". Em 2013, John Mullan escreveu um ensaio para o The Guardian intitulado "Ten Reasons Why We Love Donna Tartt's The Secret History", que inclui "Tudo começa com um assassinato", "Está apaixonado pela Grécia Antiga", "Está cheio de citações," e "É obcecado pela beleza".
O estilo de vida romântico e às vezes hedonista dos personagens principais, que se transforma em ruína moral, gerou questões em torno da representação da disciplina de Clássicos. Sophie Mills descreve a representação dos Clássicos por Tartt como matizada: em um artigo de 2005, Mills disse que os Clássicos são retratados como um "inimigo do comum: intrigante, estimulante e individualista, talvez, mas ainda mais, exclusivo, curiosamente frio, e pouco prático."

### Beleza
Aclamado por suas qualidades estilísticas e prosa atmosférica, "beleza é terror" é uma ideia recorrente ao longo do texto. Richard admite que tem um "anseio mórbido pelo pitoresco a todo custo", razão pela qual se sente atraído pelo apelo estético e pela mística dos estudantes dos Clássicos ao chegar a Hampden e opta por mudar seu interesse acadêmico para os Clássicos. São os ensinamentos de Julian sobre os clássicos, a ética e a filosofia estética que influenciam Henry, Camilla, Charles, e Francis a cometer um ato de folia dionisíaca, que termina com o assassinato de um fazendeiro e sua espiral de ruína moral. Em termos da forma do texto, Kakutani chama a prosa de Tartt de "flexível" e "decorosa".

### Elitismo e Indulgência
Muitas vezes mentindo sobre seu passado de classe trabalhadora para se encaixar com seus colegas mais ricos, Richard se adapta ao estilo de vida luxuoso de seus colegas. Richard é o único aluno bolsista de seu círculo social, o que o pressiona a se conformar com os colegas a ponto da idealização. Isto foi bem-sucedido, considerando sua eventual mobilidade no grupo como um colega de confiança após a morte de Bunny. No entanto, essa proximidade mais tarde o leva ainda mais longe no caminho do que Kakutani chama de "duplicidade e pecado".

### Desilusão
Limitados à perspectiva de Richard sobre seus colegas de classe, os leitores acompanham sua descoberta gradual de seus verdadeiros motivos. A princípio, Richard acha os cinco estudantes atraentes e de elite, mas ele descobre seus atos hediondos e atos de corrupção moral à medida que os eventos se desenrolam e seus segredos são revelados.
Richard sente-se atraído pelos cinco estudantes clássicos devido ao seu ar de mística, exclusividade, e apelo estético, mas, no final do romance, ele percebeu sua verdadeira natureza. Bunny, inicialmente retratado como carismático e amigável, mais tarde é revelado que estava chantageando seus colegas. Henry é inicialmente retratado como frio, mas inerentemente compassivo, mas mais tarde se mostra quase sociopata em seus planos para assassinar Bunny e esconder o crime. Francis parece indiferente e confiante para Richard no início do romance, mas mais tarde é dominado por crises de ansiedade e preocupação. Camilla, inicialmente retratada como inocente, mais tarde revela-se profundamente calculista, e Charles, inicialmente retratado como gentil e amigável, mais tarde mergulha na violência e no caos da embriaguez.
Considerando a influência de seus ensinamentos sobre os alunos, o personagem de Julian também é fonte de desilusão no romance. Inicialmente retratado como uma figura misteriosa, mas segura, de um mentor com um amplo conhecimento, depois de saber que seus alunos foram responsáveis pelo assassinato de Bunny, ele foge da faculdade sem avisar.

## Recepção
O livro recebeu críticas geralmente positivas dos críticos. Michiko Kakutani chamou o romance de "entretenimento ferozmente bem ritmado", que "tem um sucesso magnífico" e atribuiu fortemente o sucesso do livro às habilidades de escrita bem desenvolvidas de Tartt. Sophie McKenzie, escrevendo para o The Independent, chamou-o de "o livro de uma vida", afirmando que tinha um "ritmo perfeito" e os personagens são "fascinantes e poderosamente desenhados". Entretanto, James Wood da London Review of Books deu-lhe uma crítica medíocre, escrevendo: "A história obriga, mas não envolve...Oferece mistérios e revelações polidas em cada página, mas os seus verdadeiros segredos são demasiado profundos, muito involuntário para ser ameaçador ou profundo." O crítico Ted Gioia escreveu:
Há muito o que admirar no romance de Tartt, mas é especialmente louvável pela maneira persuasiva com que ela narra as etapas do estudo dos clássicos até o cometimento de assassinato. Esta é uma transição difícil de relatar de maneira verossímil, e ainda mais difícil dada a decisão de Tartt de contar a história da perspectiva de um dos mais geniais dos conspiradores. Sua história poderia facilmente parecer implausível — ou até mesmo risível — em sua recriação de ritos dionisíacos em um campus universitário de Vermont e em sua tentativa de nos convencer de que um estudante transferido de boas maneiras e com gosto por línguas antigas pode evoluir, por meio de uma série de eventos quase aleatórios, em um assassino. Entretanto, convence-nos que sim, e a intimidade com que Tartt traz seus leitores para o miasma psicológico da trama que se desenrola é uma das características mais convincentes de A História Secreta.

## Adaptações de tela planejadas e canceladas
O romance foi escolhido por vários cineastas nas décadas desde seu lançamento para uma possível adaptação para o cinema ou televisão; no entanto, todos não tiveram sucesso.
O produtor Alan J. Pakula adquiriu os direitos do filme pela primeira vez na publicação do livro em 1992, mas deixou o projeto de lado para trabalhar em The Pelican Brief e mais tarde em The Devil's Own. Ele voltou para The Secret History no outono de 1998, com Joan Didion e John Gregory Dunne contratados para escrever o roteiro, e Scott Hicks para dirigir. No entanto, a morte de Pakula num acidente de carro em novembro fez com que o projeto fosse abandonado.
A publicação em 2002 do segundo romance de Tartt, The Little Friend, causou um ressurgimento do interesse por The Secret History. Uma nova adaptação foi anunciada pela Miramax Films, a ser produzida por Harvey Weinstein e dirigida por Jake e Gwyneth Paltrow, que esperavam estrelar os personagens Charles e Camilla Macaulay respectivamente. A morte inesperada do pai dos irmãos, Bruce Paltrow, em outubro daquele ano, fez com que o projeto fosse novamente arquivado e os direitos fossem reintegrados a Tartt.
Na publicação em 2013 do terceiro romance de Tartt, The Goldfinch, o interesse em outra adaptação foi reacendido, desta vez para a televisão com os colegas de escola de Tartt, Melissa Rosenberg e Bret Easton Ellis no comando (Ellis é o co-dedicado do romance). Essa tentativa também fracassou depois que Rosenberg e Ellis não conseguiram encontrar uma rede ou plataforma de streaming interessada no projeto.
A infelicidade de Tartt com a versão cinematográfica de 2019 de The Goldfinch fez com que alguns especulassem que ela não permitiria novas adaptações de nenhum de seus romances para a tela, tornando improvável um projeto futuro baseado em The Secret History. Tartt demitiu sua agente de longa data, Amanda Urban, por causa do filme e declarou: "Depois que o livro for lançado, ele não será mais meu e minha ideia não será mais válida que a sua. E então começo o longo processo de desligamento."

## Base
O Hampden College é baseado no Bennington College, onde Tartt foi estudante entre 1982 e 1986.
Entre 2019 e 2021, a jornalista Lili Anolik entrevistou antigos colegas de Tartt em Bennington e descobriu que vários personagens são baseados vividamente em pessoas reais: o personagem de Julian no professor de clássicos de Bennington, Claude Fredericks, Henry em Todd O'Neal, Bunny em Matt Jacobsen, e Judy Poovy em Michelle Matland. De acordo com O'Neal, o romance é "uma obra de realidade velada—um roman à clef." De acordo com O'Neal, "Claude considerou isso uma traição — não uma traição pessoal, mas uma traição aos seus ensinamentos. Ele não falaria com Donna por anos."
Na Bennington dos anos 1980, havia alunos brincando com a estética da adaptação para a televisão de 1981 da Granada Television de Brideshead Revisited, de Evelyn Waugh, da qual o livro também se baseia. Francis é inspirado tanto pelo colega de classe Mark Shaw quanto pelo personagem Sebastian Flyte de Brideshead Revisited.

## Censura
Em agosto de 2025, o regime de Lukashenko adicionou o livro à lista de publicações impressas contendo mensagens e materiais informativos, cuja distribuição poderia prejudicar os interesses nacionais da Bielorrússia.